# Sima (geofísica)

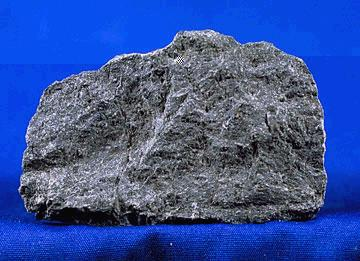
Fragmento de basalto.

Sima es un término obsoleto, propuesto por Eduard Suess y sugerido inicialmente por Georg Johann Pfeffer, que designa al conjunto de rocas oscuras y densas (basaltos) que forman el fondo oceánico y el manto terrestre, cubiertas en los continentes por bloques de sial. Su nombre hace referencia a su composición: «silicatos magnésicos». Situado bajo el Sial llegaría hasta una profundidad de unos 1200 km.

## Evolución del concepto
Ambos conceptos, sima y sial, han perdido significación y, aunque describen una situación real, con un sial discontinuo yaciendo sobre un sima continuo, no tienen lugar en las teorías modernas que describen la estructura de la Tierra y explican su dinamismo. Los conceptos eran muy importantes, sin embargo, en la teoría de la Deriva continental, propuesta por Wegener, el cual imaginaba a los continentes, erróneamente, como masas de sial deslizándose sobre el sima.
El concepto ha sido sustituido por el de manto terrestre, al menos en su parte superior, situado por encima del núcleo externo y por debajo de la corteza terrestre.